# Musse och bönstjälken
Musse och bönstjälken (engelska: Mickey and the Beanstalk) är en amerikansk animerad kortfilm med Musse Pigg från 1963. Filmen är ursprungligen en del av långfilmen Pank och fågelfri från 1947.

## Handling
När Lyckodalens ögonsten som är en sjungande harpa blir bortrövad av jätten Ville, är det Musse Pigg, Kalle Anka och Långben som utreder mysteriet.

## Om filmen
Filmen är baserad på den engelska folksagan Jack och bönstjälken och är ursprungligen en del av långfilmen Pank och fågelfri och är berättad av Edgar Bergen, men som här är utbytt mot Ludwig von Anka och hans vän Herman.
Filmen är den sista som Walt Disney gör rösten till Musse Pigg, då hans röst hade blivit någorlunda hes efter mångårig rökning. Han ersattes därefter av James MacDonald, som även dubbar några delar i denna film som Disney inte längre kunde göra med falsettröst.
Filmen som sändes i TV har givits ut på VHS och DVD, både som del av Pank och fågelfri och som separat kortfilm och finns dubbad till svenska.

## Rollista
- Walt Disney – Musse Pigg
- Clarence Nash – Kalle Anka
- Pinto Colvig – Långben
- Billy Gilbert – Jätten Ville
- Anita Gordon – den sjungande harpan
- Paul Frees – Ludwig von Anka[3]